# فاني فالت
فاني فالت (بالفرنسية: Fanny Valette)‏ هي كاتبة سيناريو وممثلة فرنسية، ولدت في 4 يوليو 1986 في فرنسا.

## أعمال

### أفلام
- (2012) المعبر

## وصلات خارجية
- فاني فالت على موقع IMDb (الإنجليزية)
- فاني فالت على موقع ألو سيني (الفرنسية)
- فاني فالت على موقع أول موفي (الإنجليزية)
- فاني فالت على موقع قاعدة بيانات الأفلام السويدية (السويدية)
- فاني فالت على موقع قاعدة بيانات الفيلم (الإنجليزية)
- فاني فالت على موقع كينوبويسك (الروسية)